# Bahnstrecke Point of Pines–Point Shirley
| Streckenlänge: | 10½ km               |                                   |                                   |
| Spurweite: | 1435 mm (Normalspur) |                                   |                                   |
| |                      |                                   |                                   |
| \| \| \| von Saugus River Junction \| \| \| \| 0 \| Point of Pines MA \| Point of Pines MA \| \| \| \| nach Revere \| \| \| \| 2½ \| Oak Island MA \| Oak Island MA \| \| \| \| Strecke East Boston–Lynn \| \| \| \| 4 \| Crescent Beach \| Crescent Beach \| \| \| 5 \| Ocean Pier \| Ocean Pier \| \| \| 5½ \| Ridgeway \| Ridgeway \| \| \| 6 \| Beachmont MA \| Beachmont MA \| \| \| 7 \| Winthrop Highlands \| Winthrop Highlands \| \| \| 7½ \| Locust Street \| Locust Street \| \| \| \| von Orient Heights \| \| \| \| \| (Beginn Dreischienengleis) \| \| \| \| 8 \| Ocean Spray \| Ocean Spray \| \| \| 8½ \| Shirley \| Shirley \| \| \| 9 \| Great Head \| Great Head \| \| \| 9½ \| Cottage Hill \| Cottage Hill \| \| \| 10 \| Short Beach \| Short Beach \| \| \| 10½ \| Point Shirley (Fähre nach Boston) \| Point Shirley (Fähre nach Boston) \| |                      |                                   |                                   |
| Strecke (außer Betrieb) |                      | von Saugus River Junction         | von Saugus River Junction         |
| Bahnhof (Strecke außer Betrieb) | 0                    | Point of Pines MA                 | Point of Pines MA                 |
| Abzweig geradeaus und nach rechts (Strecke außer Betrieb) |                      | nach Revere                       | nach Revere                       |
| Haltepunkt / Haltestelle (Strecke außer Betrieb) | 2½                   | Oak Island MA                     | Oak Island MA                     |
| Kreuzung (Strecken außer Betrieb) |                      | Strecke East Boston–Lynn          | Strecke East Boston–Lynn          |
| Bahnhof (Strecke außer Betrieb) | 4                    | Crescent Beach                    | Crescent Beach                    |
| Haltepunkt / Haltestelle (Strecke außer Betrieb) | 5                    | Ocean Pier                        | Ocean Pier                        |
| Haltepunkt / Haltestelle (Strecke außer Betrieb) | 5½                   | Ridgeway                          | Ridgeway                          |
| Haltepunkt / Haltestelle (Strecke außer Betrieb) | 6                    | Beachmont MA                      | Beachmont MA                      |
| Haltepunkt / Haltestelle (Strecke außer Betrieb) | 7                    | Winthrop Highlands                | Winthrop Highlands                |
| Haltepunkt / Haltestelle (Strecke außer Betrieb) | 7½                   | Locust Street                     | Locust Street                     |
| Abzweig geradeaus und von rechts (Strecke außer Betrieb) |                      | von Orient Heights                | von Orient Heights                |
| Strecke (außer Betrieb) |                      | (Beginn Dreischienengleis)        | (Beginn Dreischienengleis)        |
| Bahnhof (Strecke außer Betrieb) | 8                    | Ocean Spray                       | Ocean Spray                       |
| Haltepunkt / Haltestelle (Strecke außer Betrieb) | 8½                   | Shirley                           | Shirley                           |
| Haltepunkt / Haltestelle (Strecke außer Betrieb) | 9                    | Great Head                        | Great Head                        |
| Haltepunkt / Haltestelle (Strecke außer Betrieb) | 9½                   | Cottage Hill                      | Cottage Hill                      |
| Haltepunkt / Haltestelle (Strecke außer Betrieb) | 10                   | Short Beach                       | Short Beach                       |
| Kopfbahnhof Streckenende (Strecke außer Betrieb) | 10½                  | Point Shirley (Fähre nach Boston) | Point Shirley (Fähre nach Boston) |

Die Bahnstrecke Point of Pines–Point Shirley ist eine Eisenbahnstrecke in Massachusetts (Vereinigte Staaten). Die Strecke ist etwa 10,5 Kilometer lang und verband die Städte Revere und Winthrop. Die Strecke ist stillgelegt und abgebaut.

## Geschichte
1880 gründete Alpheus P. Blake, der schon die Boston, Revere Beach and Lynn Railroad (BRB&L) gegründet und gebaut hatte, 1878 jedoch aus der Firma ausschied, eine neue Bahngesellschaft, um Winthrop und Revere Beach an das Normalspurnetz anzuschließen und so eine Konkurrenz zu seiner früheren Bahngesellschaft zu eröffnen. Die Gesellschaft trat zunächst unter dem Namen Eastern Junction, Broad Sound Pier and Point Shirley Railroad auf. Sie sollte in Point of Pines an eine Nebenstrecke der Eastern Railroad anschließen und entlang der Küste nach Point Shirley in Winthrop führen. 1881 begannen die Bauarbeiten und 1882 lagen die Gleise bis Ocean Spray. Die Eröffnung verzögerte sich jedoch. Im Dezember 1883 fusionierte die Bahngesellschaft mit der ebenfalls, jedoch auf schmaler Spur, nach Winthrop fahrenden Boston, Winthrop and Point Shirley Railroad zur Boston, Winthrop and Shore Railroad. Die Strecke dieser Bahngesellschaft wurde nur im Sommerhalbjahr betrieben, wodurch sofort Baumaßnahmen ausgeführt werden konnten. Sie baute zwischen Ocean Spray und ihrem damaligen Endpunkt Short Beach ein Dreischienengleis, verlängerte die Strecke in beiden Spurweiten bis Point Shirley und am 30. Juni 1884 ging nun auch die Normalspurstrecke von Point of Pines in Betrieb. Auch sie wurde nur im Sommerhalbjahr befahren.
Am Thanksgiving-Tag (26. November) 1885 verwüstete eine Sturmflut die Strecke, die daraufhin stillgelegt wurde, da die Bahngesellschaft den Wiederaufbau nicht finanzieren konnte und die BRB&L, die die Bahngesellschaft kurz darauf pachtete, naturgemäß kein Interesse an einem Wiederaufbau ihrer Konkurrenzstrecke hatte. Die dritte Schiene südlich von Ocean Spray sowie die gesamte Normalspurstrecke wurden daher abgebaut.

## Streckenbeschreibung
Die Strecke zweigte am Bahnhof Point of Pines aus der Bahnstrecke Revere–Saugus River Junction ab und führte zunächst parallel zu dieser Strecke. Kurz vor dem Bahnhof Crescent Beach überquerte sie die Strecke der BRB&L. Von diesem Bahnhof aus führte sie im Zuge des heutigen Winthrop Parkway an der Küste entlang weiter nach Süden. In Winthrop Highlands ragt eine kleine Landzunge ins Meer hinaus. Die Bahnstrecke musste, um starke Steigungen zu vermeiden, der Küstenlinie folgen und vollführte eine enge Kurve entlang der Landzunge, dort wo heute die Sewall Avenue verläuft. Direkt am Ufer entlang erreichte sie kurz darauf den Bahnhof Winthrop Highlands und führte etwas weiter im Landesinneren, im Zuge der Veterans Road, weiter. Hier befand sich der Bahnhof Ocean Spray, ab wo das Dreischienengleis sowohl diese als auch die Bahnstrecke Orient Heights–Point Shirley trug. Bis Point Shirley liegen heute die Veterans Road und Shirley Street auf der ehemaligen Bahntrasse.